# Porodiscus rickii
Porodiscus rickii är en svampart som beskrevs av Lloyd 1919. Porodiscus rickii ingår i släktet Porodiscus, divisionen sporsäcksvampar och riket svampar.   Inga underarter finns listade i Catalogue of Life.